# Ferdinand Cressigny
Ferdinand Cressigny est un sculpteur français né à Vernon (Eure) le 2 juin 1837 et mort le 5 mai 1909 à Paris 11e. 

## Biographie
Ferdinand Cressigny est élève de Francisque Duret et d'Eugène Guillaume aux Beaux-Arts de Paris. Il expose quelques bustes au Salon de 1870 à 1887. Cette dernière année, il habite à Paris au 10, rue Jean-Nicot.